# Demba Touré
Pour les articles homonymes, voir Touré.
Demba Touré est un footballeur international sénégalais né le 31 décembre 1984 à Dakar au Sénégal.
Ce joueur mesure 1,80 m et pèse 70 kg. Il évolue au poste d'attaquant.

## Biographie
Demba Touré a joué à l'Olympique lyonnais, au Dynamo Kiev et au club suisse du Grasshopper-Club Zurich.
Le 20 décembre 2008, le Stade de Reims a annoncé officiellement l'arrivée de Demba Touré lors du Mercato hivernal.
Le 1er septembre 2010, le joueur de 25 ans a résilié son contrat à l'amiable avec ses dirigeants alors que celui-ci s'achevait initialement en juin 2011. Touré avait connu deux saisons plutôt mitigées en termes de jeu lors des deux derniers exercices en Ligue 2 et en National (vingt-six rencontres dont sept titularisations en deux ans) et compte donc se relancer dans une autre formation.
Après deux ans sans avoir joué, il se relance en novembre 2011 au SC Astra Ploiești en première division roumaine.

## Carrière
- 2002-2004 : Olympique lyonnais  France
- 2004-2005 : Grasshopper Zurich (prêt)  Suisse
- 2005-2006 : Grasshopper Zurich  Suisse
- 2006-2007 : Dynamo Kiev (prêt)  Ukraine
- 2007- jan. 2009 : Grasshopper Zurich  Suisse
- jan. 2009-2010 : Stade de Reims[2]  France

## Palmarès
- Champion de France en 2003 avec l'Olympique lyonnais.
- Champion d'Ukraine en 2007 avec le Dynamo Kiev.